# Gerbillus pyramidum
Gerbillus pyramidum là một loài động vật có vú trong họ Chuột, bộ Gặm nhấm. Loài này được Geoffroy mô tả năm 1803. Đây là loài bản địa bắc Châu Phi nơi chúng sinh sống của các sa mạc cát, khu vực bán khô cằn và ốc đảo. Đây là một loài phổ biến và Liên minh Bảo tồn Thiên nhiên Quốc tế đã đánh giá tình trạng bảo tồn của loài này là "loài ít quan tâm".

## Mô tả
Gerbillus pyramidum hơn có chiều dài đầu và thân khoảng 120 mm (5 in) và đuôi khoảng 156 mm (6 in). Lông lưng là một số màu cam hoặc nâu nhạt, những sợi lông riêng lẻ có gốc màu xám và trục màu cam hoặc nâu. Thường có một vệt tối giữa lưng. Phần dưới có màu trắng, như một số dấu hiệu trên khuôn mặt quanh mắt và tai, và một miếng vá có kích thước thay đổi trên mông. Bàn chân có màu trắng, lòng bàn chân sau được phủ bằng lông. Đuôi thường có một búi tóc sẫm màu. 2n = 38.

## Hình ảnh

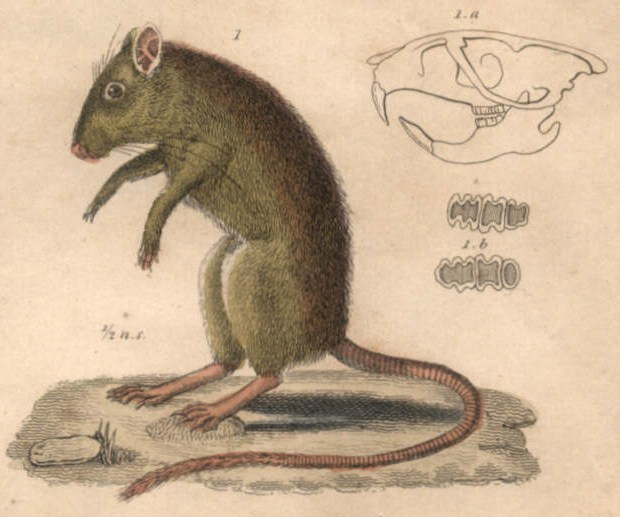

## Sinh thái
Loài này sinh hoạt về đêm và trên mặt đất, đào hang sâu 60–80 cm nơi chúng sinh hoạt vào ban ngày. Loài chuột nhảy này thường sống thành quần thể. Chúng ăn hạt giống và cỏ, lưu trữ một số trong hang của nó. Tại Sudan, việc sinh sản diễn ra trong khoảng thời gian từ tháng 6 đến tháng 2, với mỗi lứa trung bình ba con non được sinh ra sau thời gian mang thai 22 ngày. Tuổi thọ của chuột nhảy này trong điều kiện nuôi nhốt là hai năm.